# Beşiktaş JK
Beşiktaş Jimnastik Kulübü, ili Beşiktaş J.K. je turski nogometni klub iz Istanbula. Svoje domaće utakmice igrat će na novom stadionu Vodafone Arena. 

## Trofeji
- Süper Lig 
  - Prvak (16): 1956./57., 1957./58., 1959./60., 1965./66., 1966./67., 1981./82., 1985./86., 1989./90., 1990./91., 1991./92., 1994./95., 2002./03., 2008./09., 2015./16., 2016./17., 2020./21.
  - Doprvak (14): 1962./63., 1963./64., 1964./65., 1967./68., 1973./74., 1984./85., 1986./87., 1987./88., 1988./89., 1992./93., 1996./97., 1998./99., 1999./00., 2006./07.
- Turski nogometni kup:
  - Osvajač (11): 1974./75., 1988./89., 1989./90., 1993./94., 1997./98., 2005./06., 2006./07., 2008./09., 2010./11., 2020./21., 2023./24.
  - Finalist (6): 1965./66., 1976./77., 1983./84., 1992./93., 1998./99., 2001./02.
- Turski nogometni superkup:
  - Osvajač (9): 1967., 1974., 1986., 1989., 1992., 1994., 1998., 2006., 2021.
  - Finalist (12):  1966., 1975., 1977., 1982., 1990., 1991., 1993., 1995., 2007., 2009., 2016., 2017.

## Igrači iz Hrvatske
- Marjan Mrmić (1996. – 1998.)
- Vedran Runje (2006. – 2007.)
- Anthony Šerić (2008.)
- Matej Mitrović (2017. – 2018.)
- Domagoj Vida (2018. – 2022.)
- Ante Rebić (2023. – danas)